# Potlach
A potlach vagy potlacs főleg Észak-Amerikában az északnyugati partvidék indiánjainak (pl. haidák) az ajándékozási szertartása.

## Miből áll

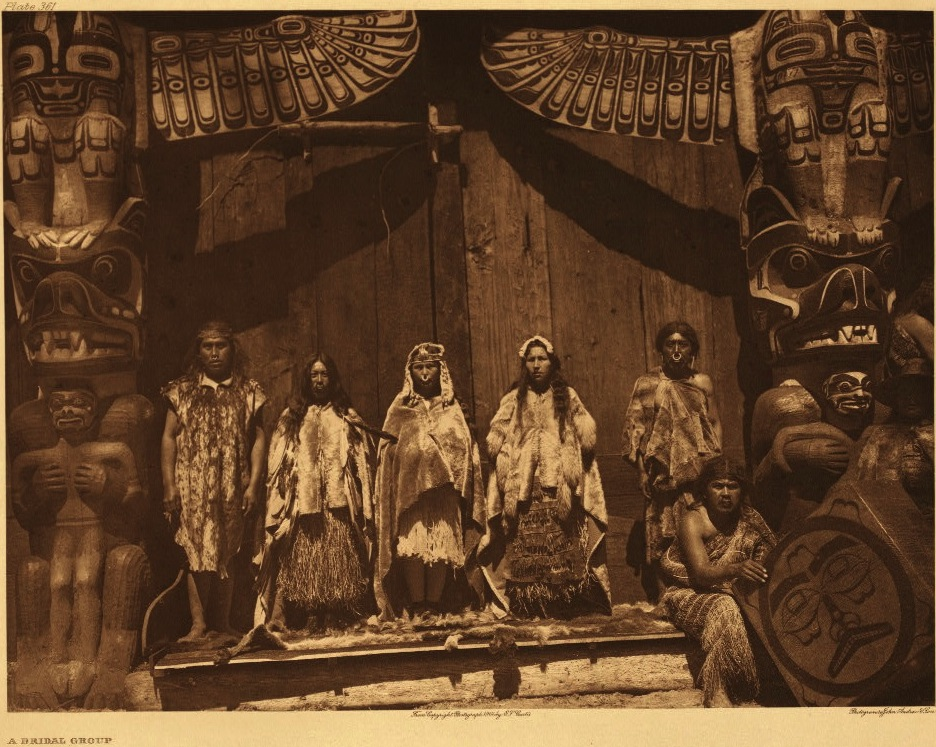
Edward Curtis fényképe egy kvakiutl potlachról, 1914-ben

Azokban a közösségekben, ahol minden személy meghatározott ranggal és szerepkörrel bírt, az emberek anyagi javaik bőségével úgy kérkedtek, hogy a potlachszertartás keretében egy részét elajándékozták vagy akár el is égették. Egy-egy nemzetségfő vagy más nemes, látványos táncok és hatalmas lakomák keretében olykor vendégek százait látta vendégül. Az eladományozott vagy máglyán felhalmozott vagyontárgyak lajstroma valóban lehengerlő: szövet, prém, ruhák, kosarak, háztartási eszközök, gyöngyök és kenuk egyaránt szerepeltek köztük.
A potlachra hagyományosan az átmenet rítusai alkalmával: születés, felnőtté válás, házasság, öröklés vagy halál esetén került sor. A potlach alkalmával a nemzetségek vagyonukat, erejüket és a múlttal fenntartott folytonosságot szemléltették. Minden egyes dal, tánc, képmás vagy öltözék a nemzetség örökségét és életerejét fejezte ki.

## Betiltása
A potlacholás az olcsó európai tömegtermékek beáramlásával érte el a csúcspontját: egy alkalommal 33 000 takarót osztottak szét. Mikor a hagyományos életmódra már nyomás nehezedett, a potlachok olyan méretekben zajlottak, hogy a kanadai kormány 1885-ben pazarlónak és haladásellenesnek nyilvánítva betiltotta őket. Ennek ellenére sok helyütt titokban folytatódtak, míg végül 1950-ben feloldották a tilalmat.